# Vascœuil
Vascœuil é uma comuna francesa na região administrativa da Normandia, no departamento de Eure. Estende-se por uma área de 7,32 km². Em 2010 a comuna tinha 355 habitantes (densidade: 48,5 hab./km²).